# Hřib březový
Hřib březový (Boletus betulicolus (Vassilkov) Pilát et. Dermek) klasifikovaný též jako hřib smrkový březový (Boletus edulis f. betulicola Vassilkov 1966) je houba z čeledi hřibovitých. Je jedlý, řadí se mezi tzv. pravé hřiby a do sekce Edules.

## Synonyma
- Boletus edulis f. betulicola (Vassilkov) Vassilkov[2] 1966
- Boletus edulis subsp. betulicola (Vassilkov) Hlaváček 1994
- Boletus edulis var. betulicola Vassilkov 1948

## Taxonomie
Hřib březový byl některými mykology klasifikován jako samostatný druh, ale novodobé molekulární analýzy i pozorování stanovišť prokázaly, že jde o světle zbarvenou formu hřibu smrkového, která roste pod břízami.

## Popis

### Makroskopický
Klobouk dosahuje 50 – 150 milimetrů, zprvu polokulovitý tvar se mění na klenutý až ploše poduškovitý. Povrch je bělavosivý až bledookrový. Pokožka je zprvu jemně plstnatý, později holá, hladká.
Rourky 10 – 25 milimetrů dlouhé, společně s póry v mládí bílé, později bledožluté, v dospělosti žlutozelené. Otlaky zůstávají barevně neměnné.
Třeň je v mládí břichatý válcovitě prodloužený, směrem dolů silnější. Povrch je bílý nebo bledookrový, v horní části krytý jemnou síťkou, která sahá nejvýš do jedné třetiny.
Dužnina je bílá nebo bělavá, pouze pod pokožkou klobouku bývá šedozelenkvá. Na řezu nemodrá. Vůně je příjemně houbová, chuť lahodná, srovnatelná s hřibem dubovým.

### Mikroskopický
Výtrusy dosahují 13 – 20 × 3,3 – 6 μm, jsou vřetenovité, hladké a okrově žluté. Výtrusný prach má hnědoolivovou barvu.

## Výskyt
Roste v teplých listnatých lesích, pod břízami, s nimiž tvoří mykorhizu. Fruktifikuje od července/srpna do října.

## Záměna
Záměna je možná s albinotickou formou hřibu smrkového, hřibem smrkovým bílým (Boletus edulis f. albus (Pers.) J.A. Muñoz 2005), který roste na totožných stanovištích jako klasická forma hřibu smrkového.